# جایزه پناهندگان نانسن
جایزه پناهندگان نانسن (انگلیسی: Nansen Refugee Award)
سالانه توسط کمیساریایی عالی سازمان ملل متحد برای پناهندگان به فرد، گروه یا سازمانی اعطا می‌شود که خدمات برجسته‌شان به افراد پناهجو و بی خانمان به رسمیت شناخته شود. اهدای این جایزه از سال ۱۹۵۴ پایه‌گذاری شد.

## پیشینه
این جایزه به نام برنده جایزه فریتیوف نانسن، سیاح، سیاستمدار و دانشمند نروژی برنده جایزه صلح نوبل نامگذاری شده‌است. نانسن به عنوان اولین کمیساریای عالی سازمان ملل متحد برای پناهندگان در جامعه ملل گام‌های بزرگی در جهت رساندن صدای آوارگان و مهاجرین اجباری برداشت. جایزه پناهندگان نانسن شامل یک مدال افتخار، مدال نانسن و یک جایزه نقدی ۱۰۰٫۰۰۰ دلاری است که توسط دولتهای نروژ و سوئیس اهداء می‌شود. برای اینکه در مشورت با کمیساریای عالی سازمان ملل متحد برای پناهندگان صرف پروژه کمک به مهاجرت اجباری شود. شورای پناهندگان نروژی (NRC) و بنیاد ایکه‌آ  از برنامه اهداء جایزه نانسن حمایت می‌کنند.

## مراسم اهداء جایزه
همه ساله جایزه نانسن کمیساریایی عالی ملل متحد برای پناهندگان طی مراسم ویژه ای در ژنو، سوئیس یکی از ثروتمندترین کشورهای جهان اهدا می‌شود. این مراسم در سالن اکسام و با حضور کمیته اجرایی کمیساریای عالی سازمان ملل متحد برای پناهندگان برگزار می‌شود.

## میزگرد بحث و بررسی نانسن
در سال ۲۰۱۱ کمیساریای عالی پناهندگان سازمان مل متحد در همکاری با دانشگاه ژنو، بنیاد ژنو و آکادمی بین‌المللی حقوق بشر برای برگزاری اولین مراسم بحث و تبادل نظر نانسن را برگزار کردند. در حال حاضر این رویداد سالانه با بحث و بررسی در خصوص عملکرد کمیساریای عالی پناهندگان سازمان ملل متحد و موضوعات مربوط به پناهندگان در بین کانون جامعه روشنفکران ژنو، رسانه‌ها و جوانان صورت می‌گیرد.
در سال ۲۰۱۲ بحث و گفتگویی تحت عنوان زنان و بازسازی سومالی از آشفتگی به امید با حضور لیما گبوی برنده جایزه صلح نوبل ۲۰۱۱ و از فعالان حقوق بشر اهل لیبریا، الیزابت راسموسن دبیرکل کمیساریا و باربارا هندریکس هنرپیشه آمریکایی و سفیر حسن نیت مادام العمر کمیساریای عالی پناهندگان ملل متحد در آن حضور داشتند.

## نامزدها
قویترین نامزدها کسانی هستند که فراتر از دعوت به وظیفه عمل کرده‌اند و در عمل پایبندی شان و شجاعت خود را در کمک مستقیم به افراد آواره نشان داده‌اند.
نامزدها باید از طریق وب سایت نانسن کمیساریای عالی سازمان ملل متحد برای پناهندگان ارائه شوند. کارکنان کنونی و پیشین کمیساریا واجدین نامزدی برای جایزه نانسن نیستند. همچنین کسانی که خود را نامزد کرده‌اند یا انتخاب داخل سازمانی نیز به شدت نکوهیده‌است.

## لیست برندگان
- ۱۹۵۴: النور روزولت (ایالات متحده آمریکا)
- ۱۹۵۵: یویلیانای هلند (هلند)
- ۱۹۵۶: دروتی دی. هوتون (ایالات متحده) گریت یان فان هیون گدارت (بعد از مرگ) (هلند)
- ۱۹۵۷: لیگ انجمن کمیته بین‌المللی صلیب سرخ
- ۱۹۵۸: دیوید هوگوت (انگلستان) و پیر جاکوبسون (بعد از مرگ) (فرانسه)
- ۱۹۵۹: اسکار هلمر (اتریش)
- ۱۹۶۰: کریستوفر چاتاوی، کالین جونز، ترور فیلپوت و تیموتی ریزن (بریتانیا)
- ۱۹۶۱: اولاف پنجم نروژ
- ۱۹۶۲: تزمن هایز (استرالیا)
- ۱۹۶۳: شورای بین‌المللی سازمان‌های داوطلبانه
- ۱۹۶۴: آن کورون (بریتانیا)، فرانسوا پرزیوسی (بعد از مرگ) (ایتالیا) و ژان پیکه (بعد از مرگ) (فرانسه)
- ۱۹۶۵: لوسی شوالی (فرانسه)، آنا رزا اسلیپر دی مارتینز گررو (بعد از مرگ) (آرژانتین)
- ۱۹۶۶: یورگن نوردرام (بعد از مرگ) (دانمارک)
- ۱۹۶۷: پرنس برنهارد هلند
- ۱۹۶۸: برنارد آرکنز (سنگال) و چارلز اج جوردن (پس از مرگ) (ایالات متحده)
- ۱۹۶۹: شاهزاده پرنسپ شاه (نپال)
- ۱۹۷۱: لوئیس والت هولبورن (ایالات متحده آمریکا)
- ۱۹۷۲: اسوانا فدریکدوتیر (ایسلند)
- ۱۹۷۴: هلموت فرنز (شیلی)
- ۱۹۷۵: جیمز جری نوریس (ایالات متحده)
- ۱۹۷۶: اولاف هودنه (نروژ) و ماری لوئیس برتشینگر (بعد از مرگ) (سوئیس)
- ۱۹۷۷: انجمن هلال احمر مالزی (مالزی)
- ۱۹۷۸: سترتسی خاما (بوتسوانا)
- ۱۹۷۹: والری ژیسکار دستن (فرانسه)
- ۱۹۸۰: ماریلوز شلوتر پاردس (ونزوئلا)
- ۱۹۸۱: ژنرال پاول کولن (استرالیا)
- ۱۹۸۲: ملکه سونیای نروژ (نروژ)
- ۱۹۸۳: موالیو جولیوس کامباراگ نایرره (تانزانیا)
- ۱۹۸۴: لوییز ام میلر، گرگ توری و جف کس (ایالات متحده)
- ۱۹۸۵: پائولو اواریستو آرنز (برزیل)
- ۱۹۸۶: «مردم کانادا» (توسط ژن سونوی فرماندار از طرف الیزابت دوم، ملکه کانادا پذیرفته شده‌است)
- ۱۹۸۷: خوان کارلوس اول (اسپانیا)
- ۱۹۸۸: سید منیر حسین (پاکستان)
- ۱۹۸۹: دایساکو ایکدا (ژاپن)
- ۱۹۹۱: پائول وایس (بعد از مرگ) (اتریش) و لیبرتینا آپولوس آمارتیلا (نامیبیا)
- ۱۹۹۲: ریچارد فون ویزساکر(آلمان)
- ۱۹۹۳: پزشکان بدون مرز
- ۱۹۹۵: گراسا ماشل(موزابیک)
- ۱۹۹۶: معلولیت بین‌المللی
- ۱۹۹۷: جوآن کلاس(ایالات متحده)
- ۱۹۹۸: مصطفی عبدالجمیل کریم اوغلو (اوکراین)
- ۲۰۰۰: ژولنا سیلادجیچ (بوسنی و هرزگوین)، آبون پائولوس (اتیوپی)، لائو مونگ‌های (کامبوج)، میگل آنخل استرلا (آرژانتین) و داوطلبان سازمان ملل متحد
- ۲۰۰۱: لوچیانو پاواروتی (ایتالیا)
- ۲۰۰۲: آرن رینان (نروژ)، خدمه کشتی تامپا ام وی و والنیوس ویلهلم‌سون ASA (ماجرای تامپا)
- ۲۰۰۳: آنالنا تونلی، (ایتالیا)
- ۲۰۰۴: مرکز حقوق بشر یادبود (روسیه)
- ۲۰۰۵: مارگریت بارانکیتسه (بوروندی)
- ۲۰۰۶: آکیو کانای (ژاپن)
- ۲۰۰۷: کاترین کامیلیاری (مالت)
- ۲۰۰۸: کریس کلارک (بریتانیا) و کارکنان لبنانی و بین‌المللی در برنامه عملیات معدنی ملل متحد در جنوب لبنان.
- ۲۰۰۹: ادوارد کندی (ایالات متحده)
- ۲۰۱۰: الکساندرا فازینا (بریتانیا)
- ۲۰۱۱: انجمن همبستگی بشردوستانه (یمن)
- ۲۰۱۲: هاوا آدن محمد (سومالی) برای کار خود با مرکز آموزش و پرورش صلح و توسعه گلاکیو.
- ۲۰۱۳: آنجلیک نامایکا(جمهوری دموکراتیک کنگو)[۴]
- ۲۰۱۴: پروانه‌ها با بال‌های جدید ساختن آینده (پروانه‌ها) - یک شبکه حقوق زنان کلمبیایی که برای کمک به قربانیان جابجایی اجباری و سوء استفاده جنسی تلاش می‌کنند
- ۲۰۱۵: آکیلا عاصفی (پاکستان) - پناهنده از افغانستان که به پناهندگان دختر کمک می‌کند آموزش و پرورش
- ۲۰۱۶: داوطلبان یونانی تیم نجات هلنیک،[۵] و افی لاتسودی از روستای پیکپا با تلاش‌های داوطلبانه دائمی خود به پناهندگانی که در حال ورود به یونان هستند در بحران پناهندگان اروپا کمک می‌کند.[۶]
- ۲۰۱۷ Zannah Mustapha, نیجریه